# Phyllophaga pilidorsis
Phyllophaga pilidorsis är en skalbaggsart som beskrevs av Saylor 1938. Phyllophaga pilidorsis ingår i släktet Phyllophaga och familjen Melolonthidae. Inga underarter finns listade i Catalogue of Life.